# Puchar Tatrzański 2017
70. edycja Pucharu Tatrzańskiego – rozegrana została w dniach 17 - 20 sierpnia 2017. W turnieju wzięło udział sześć drużyn. Mecze rozgrywane były w hali Zimný štadión mesta Poprad.
Do turnieju oprócz drużyny gospodarzy HK Poprad zaproszono pięć drużyn: francuski Les Aigles de Nice, niemiecki Bayreuth Tigers, słowackie HC Koszyce, białoruski Junost' Mińsk oraz węgierski Dunaújvárosi Acélbikák. Drużyny rywalizowały w dwóch grupach i rozgrywały mecze w systemie każdy z każdym. Zwycięzcy grup zmierzyli się w finale, drużyny z drugich miejsc zagrały w meczu o 3 miejsce, natomiast drużyny z trzecich miejsc grały o 5 miejsce. Obrońcami tytułu była drużyna Pelicans Lahti, która w tym sezonie nie startowała.
W turnieju zwyciężyła drużyna HC Koszyce, przed francuskim Les Aigles de Nice oraz białoruskim Junost' Mińsk.

## Faza grupowa
Grupa A
| 17 sierpnia 2017 | Les Aigles de Nice | 3:2 pk. | Bayreuth Tigers | Zimný štadión mesta Poprad, Poprad |

| Szczegóły      | Szczegóły                                       | Szczegóły                 | Szczegóły           | Szczegóły |
| -------------- | ----------------------------------------------- | ------------------------- | ------------------- | --------- |
| Godzina: 19:00 | L. Bélisle 43' D. Babka 51' E. Bagin (SO) 65:00 | (0:0, 0:1, 2:1, 0:0, 1:0) | 34' Barta 59' Barta |           |

| 18 sierpnia 2017 | HK Poprad | 3:2 pd. | Bayreuth Tigers | Zimný štadión mesta Poprad |

| Szczegóły      | Szczegóły                                       | Szczegóły            | Szczegóły               | Szczegóły |
| -------------- | ----------------------------------------------- | -------------------- | ----------------------- | --------- |
| Godzina: 19:00 | S. Mlynarovič 22' A. Štrauch 25' M. Paločko 63' | (0:1, 2:0, 0:1, 1:0) | 9' J. Potáč 52' S. Stas |           |

| 19 sierpnia 2017 | HK Poprad | 4:6 | Les Aigles de Nice | Zimný štadión mesta Poprad |

| Szczegóły      | Szczegóły                                                  | Szczegóły       | Szczegóły                                                                             | Szczegóły |
| -------------- | ---------------------------------------------------------- | --------------- | ------------------------------------------------------------------------------------- | --------- |
| Godzina: 19:00 | S. Mlynarovič 18' P. König 26' P. König 55' M. Paločko 59' | (1:2, 1:2, 2:2) | 8' J. Draper 20' L. Bogdanoff 30' B. Switzer 39' V. Kubus 48' J. Draper 60' J. Draper |           |

| Lp. | Zespół             | M | Pkt | Z | WpD | PpD | P | G+ | G- | +/- |
| --- | ------------------ | - | --- | - | --- | --- | - | -- | -- | --- |
| 1   | Les Aigles de Nice | 2 | 5   | 1 | 1   | 0   | 0 | 9  | 6  | +3  |
| 2   | HK Poprad          | 2 | 2   | 0 | 1   | 0   | 1 | 7  | 8  | -1  |
| 3   | Bayreuth Tigers    | 2 | 2   | 0 | 0   | 2   | 0 | 4  | 6  | -2  |

      = awans do finału,       = udział w meczu o 3 miejsce,       = udział w meczu o 5 miejsce
Grupa B
| 17 sierpnia 2017 | Dunaújvárosi Acélbikák | 3:7 | Junost' Mińsk | Zimný štadión mesta Poprad |

| Szczegóły      | Szczegóły                                 | Szczegóły       | Szczegóły                                                                                        | Szczegóły |
| -------------- | ----------------------------------------- | --------------- | ------------------------------------------------------------------------------------------------ | --------- |
| Godzina: 15:00 | D. Novotný 6' D. Nageler 30' A. Silló 33' | (1:0, 2:3, 0:4) | 35' M. Parfiejewiec 38' Turkin 38' Kogalev 43' Ivanov 45' M. Parfiejewiec 47' Turkin 49' Kogalev |           |

| 18 sierpnia 2017 | HC Koszyce | 3:2 | Junost' Mińsk | Zimný štadión mesta Poprad |

| Szczegóły      | Szczegóły                                | Szczegóły       | Szczegóły              | Szczegóły |
| -------------- | ---------------------------------------- | --------------- | ---------------------- | --------- |
| Godzina: 15:00 | M. Bača 3' M. Hovorka 41' T. Hričina 53' | (1:1, 0:1, 2:0) | 14' Walters 28' Slovák |           |

| 19 sierpnia 2017 | Dunaújvárosi Acélbikák | 1:6 | HC Koszyce | Zimný štadión mesta Poprad |

| Szczegóły      | Szczegóły      | Szczegóły       | Szczegóły                                                                   | Szczegóły |
| -------------- | -------------- | --------------- | --------------------------------------------------------------------------- | --------- |
| Godzina: 15:00 | D. Nageler 27' | (0:3, 1:3, 0:0) | 1' M. Bača 7' P. Koyš 19' J. Pulli 26' S. Petráš 29' M. Novotný 30' P. Koyš |           |

| Lp. | Zespół                 | M | Pkt | Z | WpD | PpD | P | G+ | G- | +/- |
| --- | ---------------------- | - | --- | - | --- | --- | - | -- | -- | --- |
| 1   | HC Koszyce             | 2 | 6   | 2 | 0   | 0   | 0 | 9  | 3  | +6  |
| 2   | Junost' Mińsk          | 2 | 3   | 1 | 0   | 0   | 1 | 9  | 6  | +3  |
| 3   | Dunaújvárosi Acélbikák | 2 | 0   | 0 | 0   | 0   | 2 | 4  | 13 | -9  |

      = awans do finału,       = udział w meczu o 3 miejsce,       = udział w meczu o 5 miejsce

## Faza pucharowa
Mecz o 5 miejsce
| 20 sierpnia 2017 | Bayreuth Tigers | 6:2 | Dunaújvárosi Acélbikák | Zimný štadión mesta Poprad |

| Godzina: 11:00 | Gläser 15' Stas 17' Müller 23' Alanov 26' Barta 41' Stas 53' | (2:1, 2:0, 2:1) | 14' J. Ižacký 47' Ižacký |  |

Mecz o 3 miejsce
| 20 sierpnia 2017 | HK Poprad | 1:4 | Junost' Mińsk | Zimný štadión mesta Poprad |

| Godzina: 15:00 |  | (1:2, 0:1, 0:1) |  |  |

Finał
| 20 sierpnia 2017 | Les Aigles de Nice | 3:4 pd. | HC Koszyce | Zimný štadión mesta Poprad |

| Godzina: 19:00 |  | (0:1, 2:1, 1:1, 0:1) |  |  |

## Klasyfikacja turnieju
| Lp.   | Drużyna                |
| ----- | ---------------------- |
| złoto | HC Koszyce             |
|       | Les Aigles de Nice     |
|       | Junost' Mińsk          |
| 4     | HK Poprad              |
| 5     | Bayreuth Tigers        |
| 6     | Dunaújvárosi Acélbikák |